# Masdevallia rugulosa
Masdevallia rugulosa är en orkidéart som beskrevs av Willibald Königer. Masdevallia rugulosa ingår i släktet Masdevallia och familjen orkidéer.
Artens utbredningsområde är Peru. Inga underarter finns listade i Catalogue of Life.